# Yesterday (película de 2019)
Yesterday es una película británica de comedia musical, dirigida por Danny Boyle, a partir de un guion de Richard Curtis y una historia de Jack Barth. Está protagonizada por Himesh Patel, Lily James, Kate McKinnon y Ed Sheeran (como él mismo).
El proyecto se anunció en marzo de 2018. La filmación comenzó el mes siguiente en Inglaterra, particularmente en Norfolk y Halesworth en Suffolk. La fotografía también se realizó en Wembley Stadium, Principality Stadium y en Los Ángeles. Los cineastas pagaron $10 millones por los derechos de usar la música de The Beatles; aunque ninguno de los Beatles estuvo involucrado, Boyle recibió bendiciones de ellos y sus familias. 
Yesterday tuvo su estreno mundial en el Festival de Cine de Tribeca el 4 de mayo de 2019 y fue lanzado en el Reino Unido y los Estados Unidos el 28 de junio de 2019 por Universal Pictures. La película recaudó $151 millones en todo el mundo contra un presupuesto de producción de $26 millones, y recibió críticas mixtas de los críticos, con elogios por la premisa, las actuaciones y las secuencias musicales, pero la crítica de la familiaridad y no llevar el concepto más allá.

## Argumento
Jack Malik es un cantante y compositor con problemas, oriundo de Lowestoft (Inglaterra). Su mánager y amiga de la infancia, Ellie Appleton, lo alienta a no renunciar a sus sueños. Después de que Jack fuera atropellado por un autobús durante un apagón global, canta "Yesterday" para sus amigos y descubre que nunca han oído hablar de los Beatles. Después de darse cuenta de que la banda nunca existió, Jack comienza a interpretar sus canciones, haciéndolas pasar por las suyas. 
A lo largo de la película, Jack se da cuenta de que otras piezas de la cultura pop han desaparecido junto con los Beatles: Coca-Cola, la serie de Harry Potter, la banda Oasis y los cigarrillos. 
Ellie hace que Jack grabe una demo con un productor musical local. Después de una actuación en la televisión local, Jack es invitado por la estrella del pop Ed Sheeran para actuar como su acto de apertura en Moscú. Ellie se niega a unirse a él, diciendo que debe presentarse en su trabajo diario como maestra de escuela, por lo que el amigo de Jack, Rocky, viaja con él. Después del concierto, Sheeran desafía a Jack a un duelo de composición. Sheeran pierde frente a Jack, quien canta  «The Long and Winding Road». 
De regreso en Los Ángeles, la despiadada agente de Sheeran, Debra Hammer, lo firma en su sello y lo dirige en su ascenso a la fama mundial.
En la fiesta de despedida de Jack, Ellie confiesa que siempre ha estado enamorada de él. Jack regresa a Los Ángeles y comienza a grabar el álbum en EastWest Studios, pero no logra encontrar la letra de las canciones. Con la esperanza de provocar recuerdos a través de la asociación, Jack va a la ciudad natal de los Beatles de Liverpool, visitando lugares de interés como Strawberry Field, Penny Lane y "La tumba de Eleanor Rigby". Ellie se une a él en Liverpool, y pasan una tarde borrachos juntos y se besan, pero Ellie le dice que no está interesada en una aventura de una noche. A la mañana siguiente, Jack y Rocky persiguen a Ellie a la estación de tren, donde felicita a Jack pero le dice que no puede ser parte de su vida de celebridad. Jack regresa a Los Ángeles con el corazón roto. 
El sello discográfico se prepara para lanzar el álbum debut de Jack. Los productores rechazan sus títulos sugeridos, tomados de los discos de los Beatles, y nombran el álbum One Man Only, impulsando su talento. Jack los persuade para lanzar el álbum con un concierto en la azotea en Gorleston-on-Sea. En el backstage, dos fanáticos se acercan a él y le dicen que saben que plagió las canciones, pero le agradecen, temiendo que la música se haya ido para siempre. Le dan la dirección de John Lennon, que ha sobrevivido hasta la vejez, fuera del foco público. Jack le pregunta a Lennon si ha llevado una vida exitosa; Lennon responde que ha vivido feliz con su esposa. Le aconseja a Jack que busque a la persona que ama y que siempre diga la verdad. 
Ed Sheeran hace arreglos para que Jack actúe en el estadio de Wembley. Jack confiesa a la multitud que plagió la música y que ama a Ellie, al tiempo que Rocky sube las canciones gratis a Internet, saboteando el lanzamiento del disco. Jack y Ellie se casan y tienen una familia juntos, y Jack se convierte en profesor de música.

## Reparto
- Himesh Patel como Jack Malik.
- Karma Sood como joven Jack Malik.
- Lily James como Ellie Appleton.
- Jaimie Kollmer como joven Ellie Appleton.
- Kate McKinnon como Debra Hammer.
- Ed Sheeran como él mismo.
- Lamorne Morris como el jefe de marketing.
- Sophia Di Martino como Carol.
- Joel Fry como Rocky.
- Ellise Chappell como Lucy.
- Harry Michell como Nick.
- Camille Chen como Wendy.
- Alexander Arnold como Gavin.
- James Corden como él mismo.
- Sanjeev Bhaskar como Jed Malik.
- Meera Syal como Shelia Malik.
- Karl Theobald como Terry.
- Mariana Spivak como Alexa (Directora de escena rusa)
- Michael Kiwanuka como él mismo.
- Robert Carlyle  como John Lennon  (no acreditado).

## Producción
En marzo de 2018, se anunció que el director Danny Boyle y el escritor Richard Curtis se unirían a una comedia musical que se desarrollaría en los años 60 o 70 y se centraría en "un músico con problemas que cree que es la única persona que puede recordar a los Beatles" con Himesh Patel contratado en el papel principal. Más tarde ese mes, Lily James y Kate McKinnon se unieron al elenco. En abril de 2018, Ed Sheeran se unió al reparto y potencialmente también escribiría nueva música para la película, que también incluiría canciones de los Beatles. Se confirmó que Sheeran protagonizaría ese mismo mes con Ana de Armas y Lamorne Morris integrándose al reparto. En mayo de 2018, Sophia Di Martino, Joel Fry y Harry Michell se incorporaron a la película.
El rodaje comenzó el 21 de abril de 2018, con la producción del Reino Unido a partir del 26 de abril de 2018, con escenas filmadas en Clacton-on-Sea, Essex. Se emitió un casting para los extras en escenas nocturnas tomadas inmediatamente después de los cuatro conciertos consecutivos de Sheeran en el Principality Stadium en Cardiff, Gales, en mayo de 2018. Otros 5,000 extras también fueron reclutados para aparecer en escenas que se rodaron en Gorleston Beach en Norfolk en junio de 2018.
En febrero de 2019, se anunció que el título de la película sería Yesterday. Costó alrededor de $10 millones el obtener los derechos de las canciones de los Beatles para la película.

## Estreno
La película inicialmente se estrenaría el 13 de septiembre de 2019, pero se adelantó al 28 de junio de ese año. Tuvo su premier en el Festival de cine de Tribeca el 4 de mayo de 2019.

### Marketing
El primer tráiler oficial de la película se proyectó el 13 de febrero de 2019.

## Recepción
En Rotten Tomatoes, la película tiene una calificación de aprobación del 63% basada en 338 reseñas, con una calificación promedio de 6.32 / 10. El consenso crítico del sitio dice: "Yesterday puede no ser fabuloso, pero el resultado final sigue siendo una fantasía dulcemente encantadora con una premisa intrigante, aunque algo poco explorada". En Metacritic, la película tiene una puntuación promedio ponderada de 56 de 100, basada en 44 críticos, lo que indica "críticas mixtas o promedio". El público encuestado por CinemaScore le dio a la película una calificación promedio de "A−" en una escala de A + a F, mientras que aquellos en PostTrak le dieron un puntaje positivo general del 87% y una "recomendación definitiva" del 63%. Peter Bradshaw de The Guardian le dio a la película cuatro de cinco estrellas, escribiendo "aunque esta película puede ser un poco cursi e incierta sobre el desarrollo narrativo, el entusiasmo y la diversión de los cachorros convocados por Curtis y Boyle lo llevan". Robbie Collin también respondió positivamente en su crítica para The Daily Telegraph, diciendo que la película "se une con estilo para un final bellamente juzgado y sorprendentemente conmovedor, lo que debe mucho a la química de Patel y James". Owen Gleiberman, de Variety, por su parte, estaba menos entusiasmado, alegando que la película tenía poca alma y calificándola como un "mural de comedias románticas con la grandeza de los Beatles". Laura Snapes de The Guardian llamó a Yesterday "la última película de jukebox para silenciar a sus mujeres". 